# Zanthoxylum wutaiense
Zanthoxylum wutaiense är en vinruteväxtart som beskrevs av Chen. Zanthoxylum wutaiense ingår i släktet Zanthoxylum och familjen vinruteväxter. Inga underarter finns listade i Catalogue of Life.